# Bernhard Schroth
Bernhard Schroth (* 30. Januar 1908 in Durlach; † 7. Dezember 1986 in Gaggenau) war ein deutscher Politiker (SPD). Er war von 1958 bis 1972 Abgeordneter im Landtag von Baden-Württemberg.

## Leben
Schroth wurde in Durlach bei Karlsruhe geboren. Nach dem Besuch der Volksschule machte er eine Drogistenlehre, besuchte die Handelsschule und bildete sich in Abendkursen fort. Er war bis 1930 Filialleiter und danach als Volontär und Mitarbeiter bei der Parteipresse der SPD tätig. Außerdem war er Leiter des in den späten 1920er Jahren von jungen Sozialdemokraten gegründeten Kabaretts „Der rote Faden“, mit dem er im Raum Baden auftrat. Ab 1933 ging er einer selbständigen Tätigkeit nach, ehe er von 1939 bis 1945 als Soldat am Zweiten Weltkrieg teilnahm.
Schroth war nach 1945 als Angestellter bei der Stadtverwaltung Gaggenau tätig und stieg dort zum Abteilungsleiter auf. Er setzte seine politische Laufbahn in der SPD fort, für die er ab 1953 im Kreistag des Landkreises Rastatt saß. Vom 27. Mai 1958, als er für den verstorbenen Abgeordneten Emil Müller nachrückte, bis 1972 war er Mitglied des Landtages von Baden-Württemberg. Bei den Landtagswahlen 1960, 1964 und 1968 wurde er jeweils über ein Zweitmandat im Wahlkreis 57 (Rastatt) ins Parlament gewählt.
Bernhard Schroth war verheiratet und hatte ein Kind.

## Ehrungen und Auszeichnungen
- 1969: Verdienstkreuz 1. Klasse der Bundesrepublik Deutschland
- 1976: Marie-Juchacz-Plakette der Arbeiterwohlfahrt
- 1985: Verdienstorden des Landes Baden-Württemberg[5]